# ニック・スミス
ニック・スミス（Nick Smith、1969年 - ）は、日本のモーショングラフィックデザイナー、映像作家、CGアーチスト、イラストレータ、ライター、VJ。ニック・スミス・デザイン主宰。

## 人物
本名は角江幸博（Yukihiro Sumie）。
現代美術家としての活動は本名で、仕事ではニック・スミスと言うペンネームを使用。
おもにモーショングラフィック作品の企画やディレクション＆デザインを手掛ける。
現代美術、CGアート、印刷媒体、キャラクターデザイン、イラストレーション、ライター、作曲など、表現ジャンルは多岐に渡る。
『AfterEffectsモーション・タイポグラフィ講座』　グラフィック社、2000年7月、159頁を出版。青山ブックセンターにて全書籍の週間ランキング10位に入り、多数の図書館に所蔵される。
ニューヨーク  Foundation World社のエージェンシー部門INTERGAIAと海外マネージメントを契約している。
ディジタル・イメージ会員。
The Artist and an Urban Environment International Fine Art Exhibition Galerija likovnih umetnosti Slovenj Gradec　招待出品、コレクション収蔵されるなど展覧会多数。

## 来歴
- 1969年 - 大阪市出身。
- 1992年 - 大阪電気通信大学卒業。
- 1996年 - 京都精華大学卒業。
- 1996年 - 東北新社グループ オムニバス・ジャパン入社。
- 1999年 - 東北新社グループ オムニバス・ジャパン退社。独立。

## プロフィール

### 受賞歴（年代順）
- A.U.C.主催　アップル・デザイン・コンテスト　最優秀賞授賞
- 関西学生アート・コンペ in DIGITAL IMAGE 1995 OSAKA　準グランプリ授賞
- 関西学生アート・コンペ in DIGITAL IMAGE 1995 OSAKA　入選
- ART BOX イラスト・ファイル・オーディション　入選
- TV Bros.表紙イラストコンテスト　入選
- フラクタル・デザイン社主催　'96 第1回 日本デジタル・アート・コンテスト　コマーシャル・アート部門　大賞授賞
- キャノン販売主催　Specular Infini-Dコンピュータ・グラフィックス・アート・コンテスト　プロユーザ部門　最優秀賞授賞
- '98JPPA AWARD　プログラム・タイトル部門　シルバー賞授賞
- '99JPPA AWARD　プログラム・タイトル部門　シルバー賞授賞
- 第28回FNSタイトルフェア　国内部門　優秀賞受賞
- 第33回平塚市展　入選
- 第19回アートムーブコンクール　入選
- hiratsukagood動画コンテストグランプリ受賞

### 展覧会（年代順）
- 「有頂天」ギャラリーITEZA
- 「VISUAL ARTIST展」キャピタル画廊
- 「宇宙チャンネル VISUAL ART 7人展」キャピタル画廊
- 「INTERCOLLEGE TECHNO-ART WORKS Vol.4」東京国際美術館 T-BRAIN CLUB
- 「INTERCOLLEGE TECHNO-ART WORKS Vol.4」京都造形大学・芸術短期大学内　天心館アネックス
- 「DIGITAL IMAGE 1996 TOKYO」銀座ワシントンアート
- 「DIGITAL IMAGE 1996 OSAKA」大阪府立現代美術センター
- 「ニック・スミス個展」ON LINE MAGAGINE「Wonder-J」
- 「Digital Creators Night」MACWORLD Expo TOKYO　招待出品
- 「DIGITAL IMAGE 1997 TOKYO」銀座ワシントンアート
- 「DIGITAL IMAGE 1997 OSAKA」大阪府立現代美術センター
- 「The Artist and an Urban Environment International Fine Art Exhibition」
Galerija likovnih umetnosti Slovenj Gradec　招待出品、コレクション収蔵
- 「Value Set」ROBOT MEGASTORE & NICK SMITH EXHIBITION 　原宿 ギャラリーRocket
- 「'98世界のCGとデジタル映像」展　DIGITAL CREATIVES FRONT '98　電通ギャラリー
- 「京都メディア・アート週間」Medien-Kunst-Woche Kyoto'98　関西ドイツ文化センター　KINO VISION ビデオテーク98　日本ビデオ作品上映会　招待出品
- 「京都メディア・アート週間 2000」Medien-Kunst-Woche Kyoto 2000　関西ドイツ文化センター「日本のビデオ作品集」 招待出品
- 「にじぞう」レイ・ハラカミ×ニック・スミス　スペシャルコラボレーション　ART ZONE
- 「にじぞう2006」ロンドンICA( Institute of Contemporary Art )にて上映
- 「にじぞう2006」RESFEST 10（レスフェスト）にてツアー上映
アフリカ、アジア、オーストラリア、ヨーロッパ、北米、南米東京、京都、神戸、福岡、仙台
- 「第33回　平塚市展」
- 「A Song for You - Art ✕ Music ✕ Wordsの実験室 ―」シドニーMe & Art Gallery
- 「うずのみ芸術祭2013」
- 「国際映像コンペティション取手2014」
- 「第19回アートムーブコンクール展」大阪府立江之子島文化芸術創造センター

### メディア

#### テレビ出演
- 真夜中の王国（NHK BS）
- 800字の名画（NHK 教育）
- NEWSハーバー　特集「大磯海岸 浜辺にアートを描こう」(TVK)

#### 特集、作品掲載、インタビュー掲載など
- スーパー・デザイニング「謎の大学生ニック・スミス」（勝井三雄からニック・スミスまで）
- スーパー・デザイニング「ディジタル・イメージ 展覧会特集」
- コマーシャル・フォト「今注目するCGクリエイター特集」カラー見開き2ページ特集
- コマーシャル・フォト「インフェルノ特集」
- GW グラフィック・ワールド「TWO-MIX CGアート作品ビデオ集 VisionFormula」
- 日経新聞「SATURDAY "X"NIKKEI DIGITALIAN」作家紹介
- 日経CG「日本デジタル・アート・コンテスト受賞作品特集」
- STEP BY STEP エレクトロニックデザイン「日本デジタル・アート・コンテスト受賞式特集」
- アゴスト　アート＆デザイン特別版「日本デジタル・アート・コンテスト受賞作品特集」
- MAC ART&DESIGHN(アメリカの雑誌）作品紹介
- 3Dグラフィック・アニメーション「キャノン グラフィックス・アート・コンテスト 受賞作品掲載」
- メタ・クリエイション社ホームページ（アメリカ）作品紹介
- CUTIE キューティ 原宿ロケット「Value Set」（ロボットメガストア × ニック・スミス）展覧会
- マイクロソフト ウェブサイトWindowsXP タブレットPC インタビュー
- リクルート進学ネット 自分☆未来 ウェブサイト インタビュー
- リクルート仕事ガイド2007 インタビュー
- クリエイターデザイナー発掘支援サイトLASO スペシャルインタビュー
- 資料/マーク・シンボル・ロゴタイプ（グラフィック社）CI作品（DefStarRecords CI）掲載
- MdN アーティストファイル
- MdN クリエイターズ・ファイル 2002年度版 作品掲載
- イラストレーション・ファイル2004 作品掲載
- イラストレーション・ファイル2005 作品掲載
- イラストレーション・ファイル2006 作品掲載
- イラストレーション・ファイル2007 作品掲載
- イラストレーション・ファイル2008 作品掲載
- イラストレーション・ファイル2009 作品掲載
- デジタルイメージギャラリー1996 作品掲載
- デジタルイメージギャラリー1997 作品掲載
- デジタルイメージギャラリー1998 作品掲載
- デジタルイメージギャラリー1999 作品掲載